# Georgi Kalojančev
Georgi Todorov Kalojančev (in bulgaro Георги Тодоров Калоянчев?; Burgas, 13 gennaio 1925 – Sofia, 18 dicembre 2012) è stato un attore cinematografico e attore teatrale bulgaro.
Georgi Kalojančev studiò alla prima scuola di teatro di Sofia e subito dopo il diploma iniziò a recitare al teatro nazionale Ivan Vazov. In Italia è noto quasi esclusivamente per aver interpretato il ruolo di Giordano Bruno nel film Galileo (1969) di Liliana Cavani.